# Jörg Neumann
Jörg Neumann (ur. 2 grudnia 1941 w Berlinie) – niemiecki lekkoatleta, płotkarz, medalista mistrzostw Europy w 1962. W czasie swojej kariery reprezentował Republikę Federalną Niemiec.

## Kariera sportowa
Specjalizował się w biegu na 400 metrów przez płotki. Startując we wspólnej reprezentacji Niemiec zdobył srebrny medal w tej konkurencji na mistrzostwach Europy w 1962 w Belgradzie, przegrywając jedynie z Salvatore Morale z Włoch, a wyprzedzając swego kolegę z reprezentacji Helmuta Janza. Ustanowił wówczas swój rekord życiowy – 50,3 s.
Był wicemistrzem RFN w biegu na 400 metrów przez płotki w 1962 oraz brązowym medalistą w 1963.